# Jetski (attractie)
Jetski is een attractietype dat voorkomt in attractieparken. De Jetski-attractie bestaat uit een rond platform dat zich in het water bevindt. Aan het ronde platform bevinden zich smalle boten (die op waterscooters lijken) waarin plaats is voor 1 à 2 personen. Tijdens de rit draait het platform in de rondte, waarbij de personen in een boot de mogelijkheid heeft om zich van het platform af te laten schieten. Dit veroorzaakt een 'splash' en geeft G-krachten op de persoon in de boot. De boot wordt vervolgens naar het platform toegetrokken, waarna de actie herhaald kan worden.
De waterattractie wordt geproduceerd door fabrikant Zierer.

## Afbeeldingen

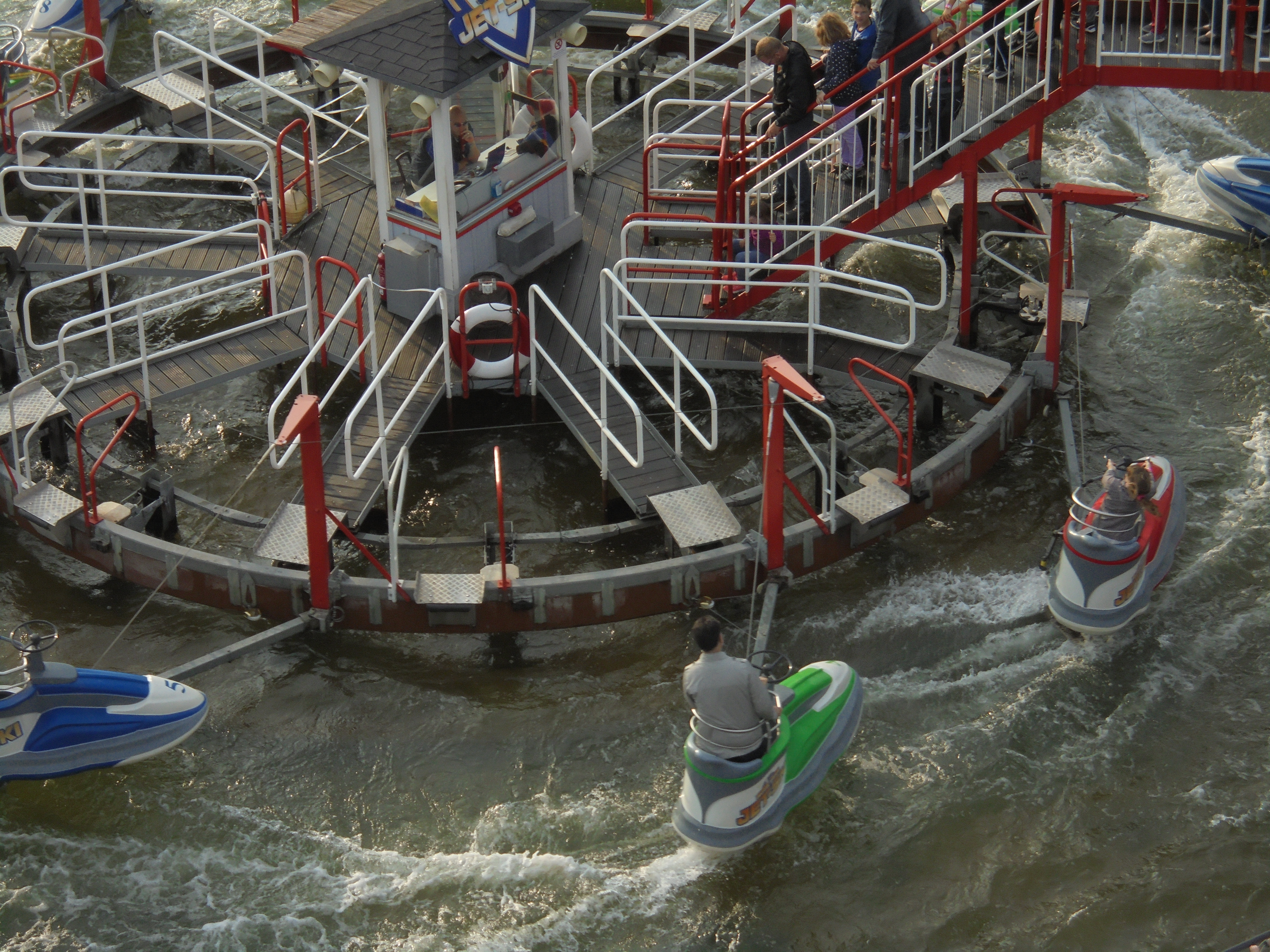
Attractie in werking in Movie Park Germany.